# حتشپسوت
حَتشـِپسوت (Hatshepsut به معنای سرآمد بانوان آزاده) پنجمین فرعون از دودمان هجدهم پادشاهی مصر باستان بود که برای ۲۲ سال مقام فرعون مصر را برعهده داشت و آن سرزمین را به یک کشور مقتدر تبدیل کرد. دوره حکومت حتشپسوت اوج قدرت و شکوفایی مصر در هر زمان دیگری بود که بیشتر به عنوان عصر طلایی تاریخ مصر نیز شناخته می‌شود. نقش و تأثیر حتشپسوت در مصر باستان به حدی است که گاه جایگاه او را همسنگ با سرقویتی بیگی در امپراتوری مغول می‌دانند.
حتشپسوت میان سال ۱۴۸۱ تا ۱۴۷۹ و به عنوان قدرت پشت تخت به‌جای شوهرش تحوتموس دوم بر مصر فرمان راند، و میان سال‌های ۱۴۷۹-۱۴۵۸ (پیش از میلاد) بر سر کار حکومت به صورت رسمی و مطلق بود و گمان می‌رود که هفت سال از این تاریخ را در کنار و همراه با پسرخوانده‌اش تحوتموس سوم به فرمانروایی می‌پرداخته است. بر پایهٔ دانسته‌ها او پس از ملکه سوبک‌نفرو از دودمان دوازدهم دومین زنی است که ملکه هر دوبخش هم مصر پایین و هم بالا می‌بود.
«حتشپسوت» در واقع تنها زنی بود که در مصر باستان به تنهایی نقش ملکه و پادشاه را بازی می‌کرد و نزدیک به ۳۵۰۰ سال پیش، چندین سال به حکمرانی در این منطقه پرداخت و یکی از قدرتمندترین و بزرگ‌ترین فرعون‌های تاریخ مصر بود.
در کتاب فراعنه مصر آمده است: «حتشپسوت» در زمان حکومت یک دامن مردانه کوتاه به تن داشت که دم شیری از آن آویزان بود و حتی یک ریش مصنوعی طلایی هم گذاشته بود. هنگام بالا رفتن از تخت، او خود را شاه نامید و نخستین فرعون زنی شد که تا به حال به شکل رسمی بر مصر حکومت می‌کرد و به فرمانروایی یگانه همه دره بزرگ نیل و همه مصریان رسید. کاتبانی که درست نمی‌دانستند او را چه خطاب کنند معمولاً حتشپسوت را «خانم اعلی‌حضرت» می‌خواندند.
طی دوره بیست و یک ساله حکومت، او توجهش را بیش از جنگ و نبرد به بازرگانی معطوف کرد. حتشپسوت بخشی از ثروتش را برای شروع یک برنامه ساختمانی مصرف کرد. یکی از زیباترین معماری‌هایی که حتشپسوت هزینه آن را تأمین می‌کرد، معبد سوگواری‌اش بود که از سنگ آهک سفید بنا شده بود و «دیر البحری» نامیده می‌شد و بین رود نیل تا غرب تبس قرار داشت. آرامگاه حتشپسوت نه یک قسمت از این بنا بود و نه به شکل فراعنه قدیمی‌تر به شکل هرم. بلکه بدن او همانند سایر فراعنه جدید در «دره پادشاهان» در دره‌ای بیابانی در غرب معبدش به خاک سپرده شد. در آن جا، کارگران درون تخته‌سنگ‌های خارا، تونل‌هایی را می‌کندند تا محلی مخفی برای پنهان کردن پیکر فراعنه از دست سارقان آرامگاه به وجود بیاید. فعالیت‌های حتشپسوت مصر را مقتدرتر و شکوهمندتر کرد.
پدر یکی از درباریان قدیمی او به نام ایننی، حکومت او را چنین توصیف کرده است: حتشپسوت موضوعات دو سرزمین (مصر) را براساس اندیشه‌هایش حل و فصل می‌کرد. مصر در برابر او که یکی از نوادگان بلندپایه خدا و پیامبر بود، به حالت تسلیم کار می‌کرد… خانم حاکم که برنامه‌هایش عالی بود، هنگام سخن گفتن هر دو منطقه (مصر علیا و مصر سفلی) را خشنود می‌کرد.

## رسیدن به قدرت
رسیدن به مقام فرعون در مصر باستان دو پیش نیاز داشت. مرد بودن و خون پادشاهی داشتن. تنها پسران فرعون این شرایط را داشتند. البته معمولاً پسر ارشد همسر نخست فرعون مقام جانشینی را به دست می‌آورد. حتشپسوت گرچه فرزند فرعون و بانوی اعظم او بود و خون پادشاهی داشت، ولی پسر نبود. همین امر کافی بود که او را حداکثر تا مقام همسر اصلی و اعظم فرعون بالا ببرد و بتواند حکومت را شدیداً تحت تأثیر خود قرار دهد حتشپسوت جدا از همسر اعظم فرعون، همسر اصلی خدای مصر باستان آمون نیز بود. مقامی که حتشپسوت با ازدواج با برادر ناتنی خود تحوتموس دوم و پادشاهی وی به دست آورد. آغاز پادشاهی حتشپسوت به عنوان جانشین به سال ۱۴۷۹ قبل از میلاد برمیگردد. زمانی که همسرش تحوتموس دوم که فرعونی بیمار بود، فوت کرد. پس از فوت تحوتموس دوم تنها پسرش تحوتموس سوم که مادری غیر سلطنتی داشت خردسال بود. طبق رسوم مصر در اینگونه مواقع مادر ولیعهد یا یکی از همسران تراز اول فرعون که در زمان همسرش قدرت بسیار داشت به عنوان نایب السلطنه انتخاب می‌شد. به همین دلیل حتشپسوت جانشین شد تا زمانی که فرزندخوانده‌اش به بزرگسالی برسد. دوره جانشینی حتشپسوت ۷ سال طول کشید. در همین مدت بود که حتشپسوت رؤیای فرعون شدن را در سر پرورانید و مقدمات آن را فراهم کرد. او برای رسیدن به این هدف، ۲ چیز لازم داشت: حمایت نیروهای سیاسی، مذهبی و نظامی، و تاییدیه آمون، خدای مصر مبنی بر شایستگی وی برای پادشاهی.
به همین منظور رابطه بسیار خوبی با سیاستمداران بانفوذ و اشراف ثروتمند مصر برقرار کرد و موفق شد نظر تمام کاهنان مصری را نیز جلب کند. حتشپسوت به دلیل موقعیت گسترده سیاسی، مذهبی و نظامی، خود این امکان را داشت که در بالاترین مراسم مذهبی شرکت کند. در همین رفت‌وآمدهای مذهبی با کاهنان اعظم بود که توانست اعتماد آنها را جلب کرده و پشتیبانی آنان را برای رسیدن به مقام فرعون به دست آورد.
از طرفی کتیبه‌های به‌دست آمده از این دوران تصاویری متعددی از آمون را نشان می‌دهند که به نوعی حتشپسوت را فرزند آمون و تنها حاکم مصر عنوان می‌کند. در یکی از این کتیبه‌ها، تصویر آمون کشیده شده است که به اتاق خواب مادر حتشپسوت رفته و فرزند او، حتشپسوت را به او می‌دهد تا در آینده حاکم مصر علیا و سفلا شود. این ادعای حتشپسوت که از طریق انواع نوشته‌ها، تصاویر و کتیبه‌ها تأیید شده است، به او قدرتی خدایی می‌داد که هیچ‌کس را یارای رویارویی با وی نبود. فرزند آمون بودن از یک سو و یاری و حمایت سران مذهبی و سیاسی را داشتن از سوی دیگر به وی کمک کرد تا تخت سلطنت را به‌دست بیاورد.

## مرگ، خاکسپاری و مومیایی
حتشپسوت در بیست و دومین سال سلطنت خود در حالی که ۵۰ سال بیشتر نداشت و مطابق معیارهای امروزی میان سال بود، فوت کرد. روز فوت حتشپسوت که همزمان با آغاز سلطنت فرعون بعدی یعنی توتمس سوم است، در تاریخ شانزدهم ژانویه سال ۱۴۵۸ قبل از میلاد ثبت شده است. تا به امروز هیچ اطلاعات ثبت شده‌ای دربارهٔ علت مرگ حتشپسوت به‌دست نیامده است؛ ولی با کشف مومیایی حتشپسوت، علت مرگ وی سرطان استخوان تشخیص داده شد که تمام ارگان‌های بدنش را درگیر کرده بود. بر اساس اطلاعاتی که از مومیایی وی به‌دست آمد، حتشپسوت از بیماری دیابت و مشکلات عدیده دندان نیز رنج می‌برد.
حتشپسوت زمانی که همسر اعظم فرعون تحوتموس دوم بود، یک آرامگاه برای خود ساخت که البته عظمت آن برای یک فرعون مناسب نبود. به همین دلیل زمانی که به سلطنت رسید ساخت آرامگاه دیگری را آغاز کرد. به همین دلیل اتاق KV20 در دره پادشاهان (king’s valley) که متعلق به تحوتموس یکم، پدر حتشپسوت بود، گسترش پیدا کرد و اتاق‌های جدید به آن اضافه شد. وی همچنین اقدامات گسترده‌ای برای گسترش مقبره پدر خود کرد. جسد مومیایی حتشپسوت پس از مرگش وارد همین اتاق شد و در کنار پدرش دفن شد. در زمان سلطنت تحوتموس سوم مومیایی تحوتموس یکم از KV20 خارج شد و به مقبره جدیدی به نام KV38 انتقال داده شد. احتمالاً در همین زمان جسد مومیایی حتشپسوت هم از KV20 به مقبره پرستارش سیتره در KV60 منتقل شده است. این احتمال هم وجود دارد که جسد حتشپسوت در زمان سلطنت آمنهوتپ دوم، پسر تحوتموس سوم به مقبره سیتره آورده شده باشد. آمنهوتپ دوم که پسر یکی از همسران درجه دوم تحوتموس سوم بود، موقعیت خود را به عنوان فرعون متزلزل می‌دید و قوی کردن پایه‌های حکومت انگیزه اصلی او برای این اقدام در نظر گرفته شده است.
علاوه بر وسایلی که در اتاق KV20 یافت شده که متعلق به حتشپسوت است، وسایل و مبلمان دیگری هم در جای دیگر پیدا شده است که نام حتشپسوت بر روی آن قرار دارد. از آن جمله است یک تخت سلطنتی با نشان سر شیر، یک بازی سنت (senet) و یک انگشتر که نام او را در خود جای داده است. در انبار سلطنتی هم یک جام عاجی قرار دارد که نام حتشپسوت بر روی آن حک شده است و کبد مومیایی شده حتشپسوت به همراه یک دندان وی درون آن قرار دارد.
در سال ۱۹۰۳ هاوارد کارتر، باستان‌شناس انگلیسی مقبره KV60 را کشف کرد. در درون این مقبره جسد مومیایی شده دو زن قرار داشت که نام یکی از آن سیتره، پرستار حتشپسوت بود و هویت دیگری مشخص نشده بود. بالاخره در بهار سال ۲۰۰۷ جسد نامشخص از درون مقبره اش بیرون آورده شد و برای انجام آزمایش به موزه قاهره منتقل شد. این جسد مومیایی یک دندان نداشت و جای خالی دندان وی به خوبی با دندان پیدا شده حتشپسوت مطابقت داشت. کشف جسد مومیایی حتشپسوت از کشف‌های بزرگ تاریخ مصرشناسی است. در میان اموال کشف شده از حتشپسوت یک لوسیون پوستی بسیار سمی پیدا شده است که حتشپسوت از آن برای مداوای بیماری پوستیش استفاده می‌کرده است. از آنجا که مواد سمی زیادی در لوسیون یافت شده، احتمال دارد که استفاده مدام از آن منجر به بیماری سرطان استخوان وی شده باشد.

## نگارخانه

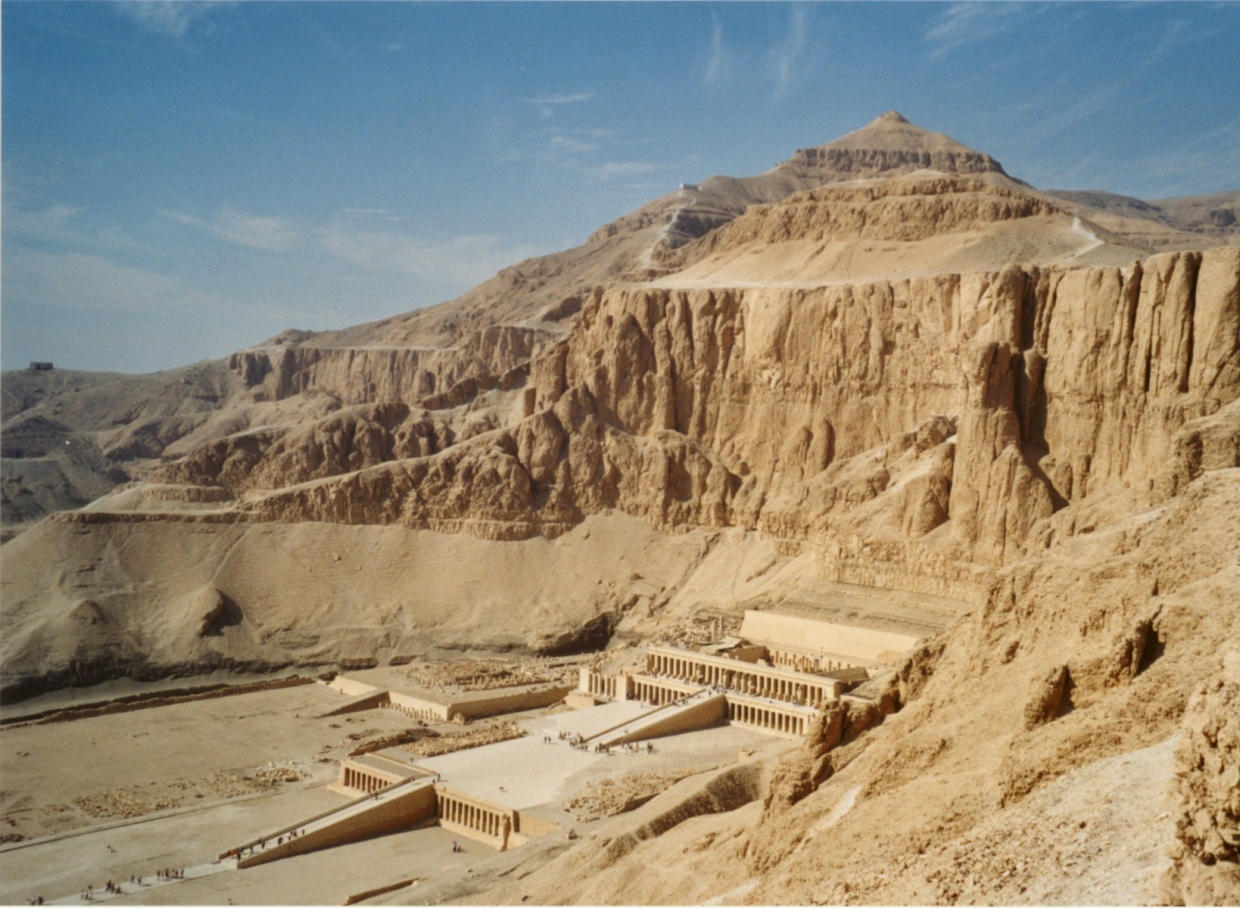
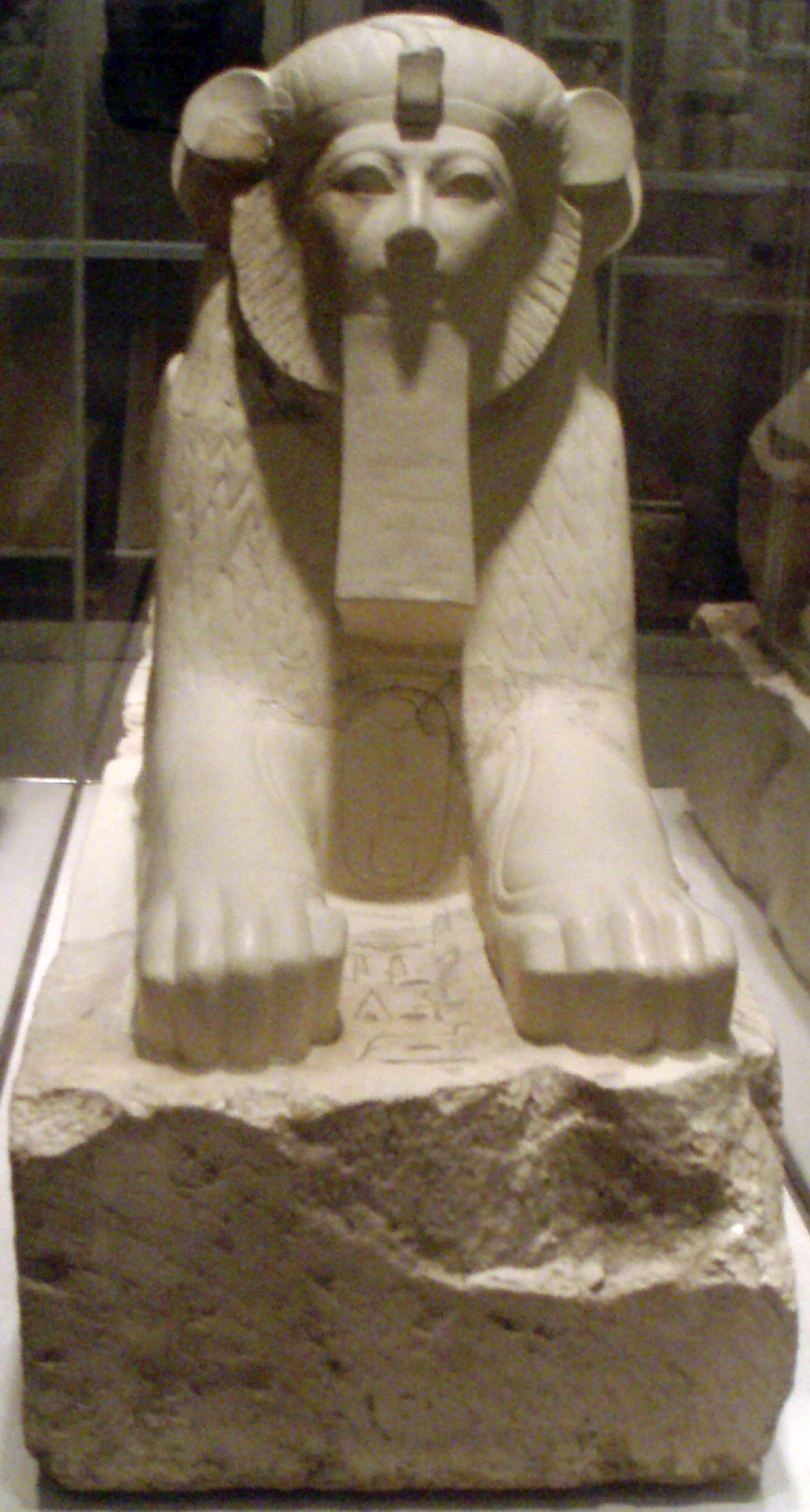
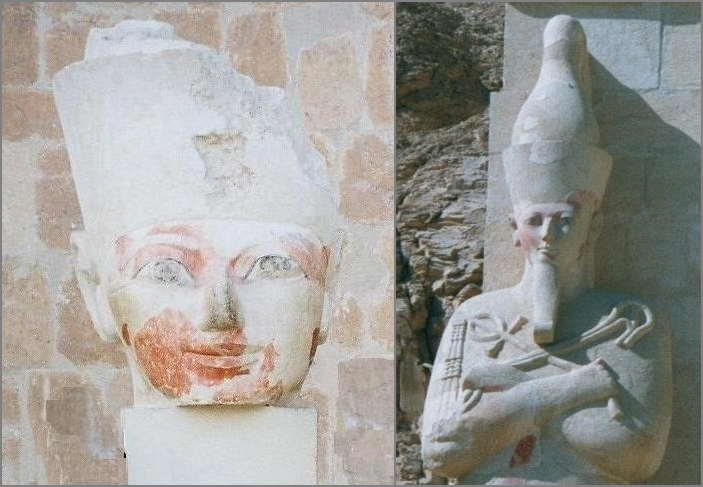
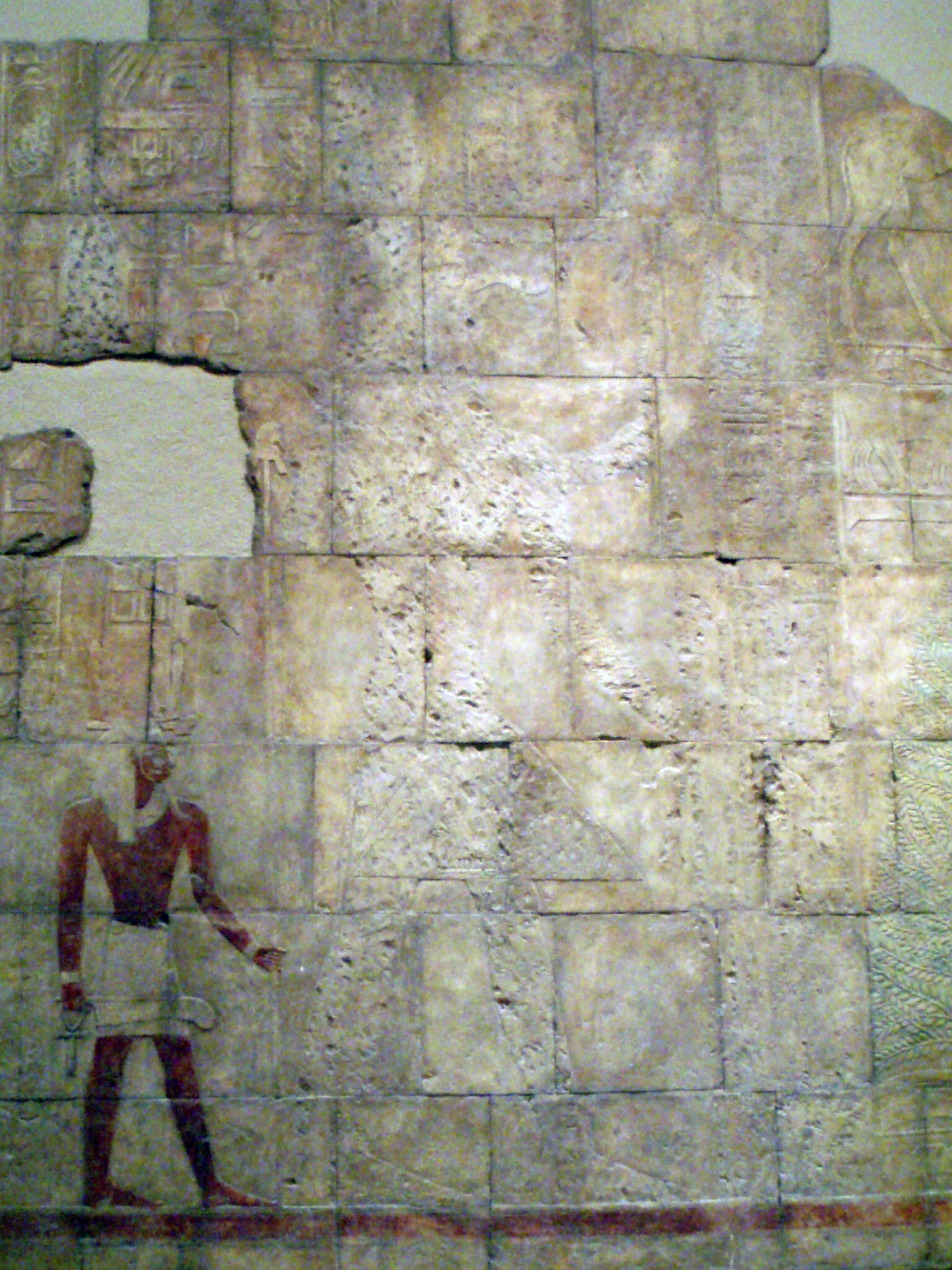
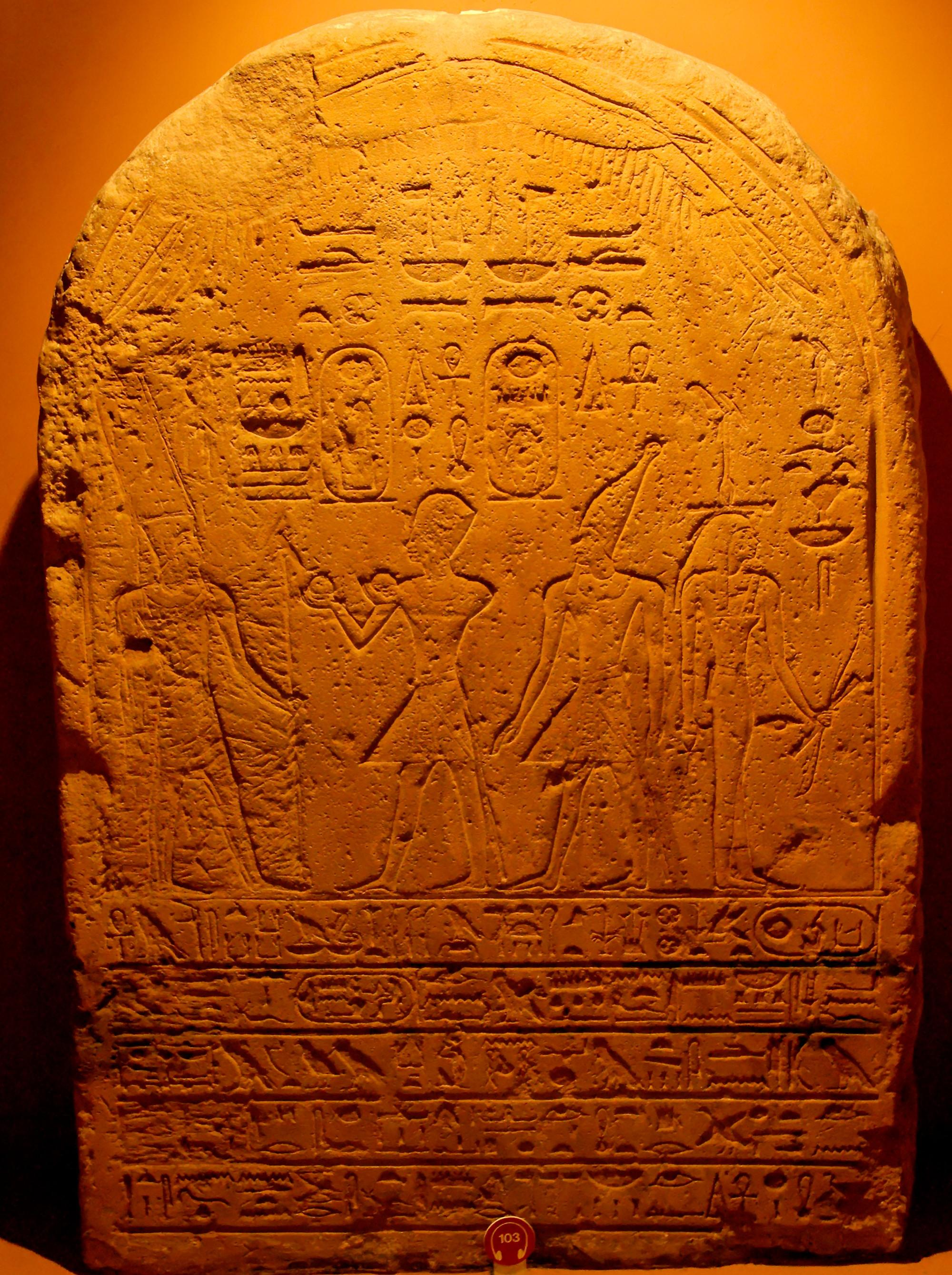
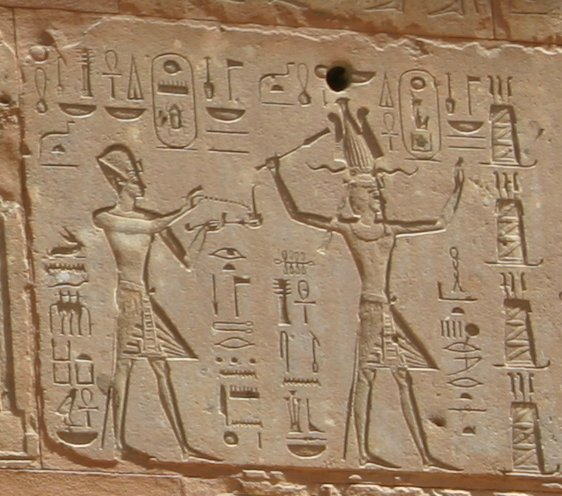
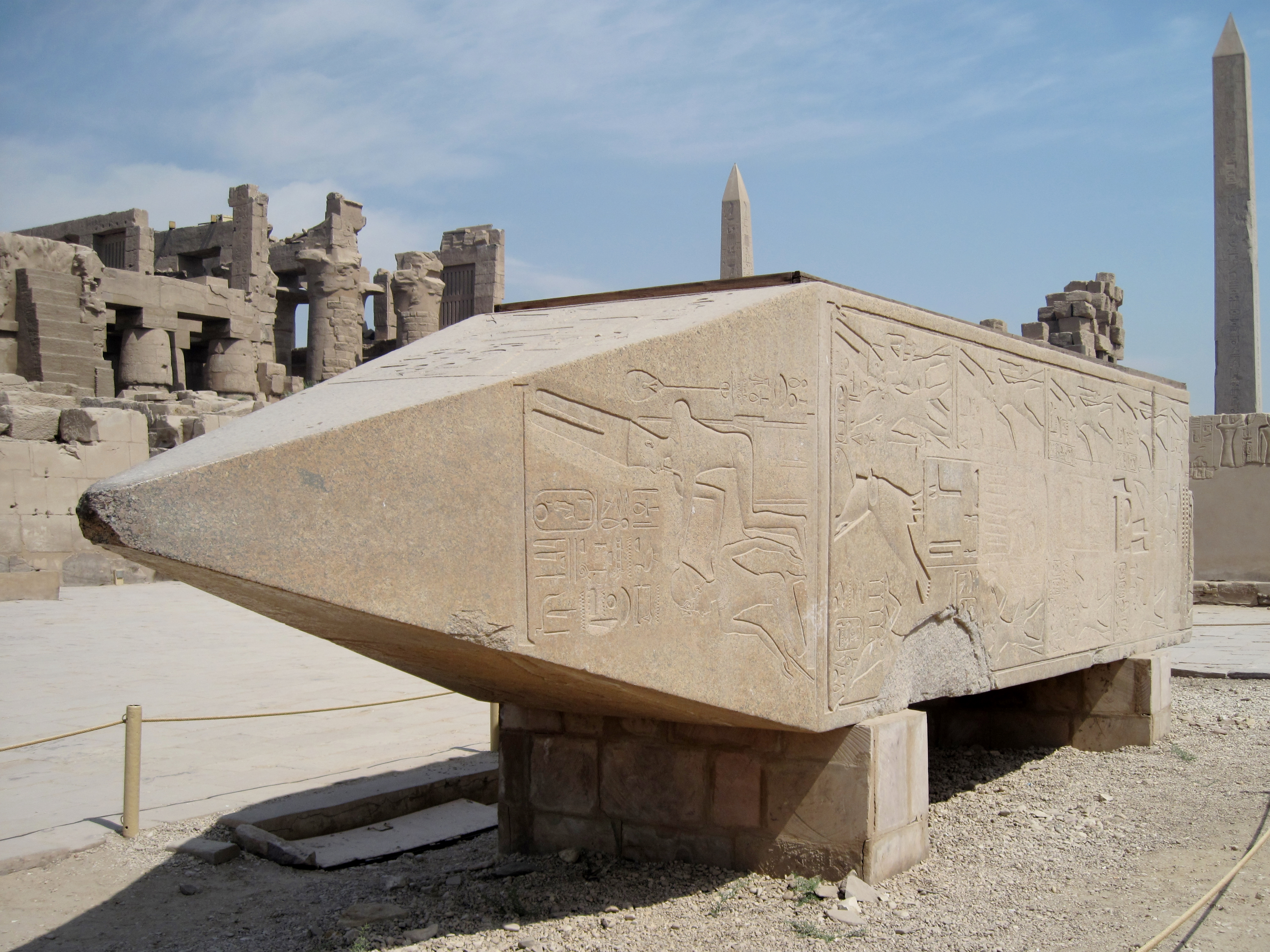